# ريان نيلسن
ريان نيلسن (بالإنجليزية: Ryan Nelsen)، من مواليد 18 أكتوبر 1977 في كريستتشيرتش في نيوزلندا، لاعب كرة قدم نيوزلندي.
بدأ مسيرته الكروية مع نادي دي سي يونايتد الأمريكي في عام 2001، ولعب معهم حتى عام 2005، وشارك معهم في 68 مباراة وسجل 7 أهداف، ومنذ عام 2005 وهو يلعب مع نادي بلاكبيرن روفرز الإنجليزي.

## روابط خارجية
- ريان نيلسن على موقع الاتحاد الدولي (مؤرشف)  (الإنجليزية)
- ريان نيلسن على موقع الدوري الأمريكي (الإنجليزية)
- ريان نيلسن على موقع قاعدة بيانات كرة القدم.إي يو (الإنجليزية)
- ريان نيلسن على موقع ناشيونال فوتبول تيمز (الإنجليزية)
- ريان نيلسن على موقع Soccerbase.com (لاعب) (الإنجليزية)
- ريان نيلسن على موقع Soccerway.com (الإنجليزية)
- ريان نيلسن على موقع عالم كرة القدم.نت (الإنجليزية)
- ريان نيلسن على موقع كووورة
- ريان نيلسن على موقع أوليمبيديا (الإنجليزية)
- ريان نيلسن على موقع اللجنة الأولمبية النيوزيلندية (الإنجليزية)